# Ерин, Михаил Егорович
Михаи́л Его́рович Е́рин (29 мая 1940 — 9 июня 2014) — советский и российский историк, заведующий кафедрой всеобщей истории ЯрГУ им. П. Г. Демидова. Доктор исторических наук, профессор. В 1990-е годы был деканом исторического факультета. Представитель старшего поколения отечественных германистов, лидер ярославской школы всеобщей истории.

## Биография
Окончил Саратовский университет. В 1973 году там же защитил кандидатскую диссертацию «План Юнга и политическая борьба в Германии. (1928—1930 гг.)», в 1988 году в Москве — докторскую диссертацию «Политический крах немецкой партии Центра, 1924—1933 гг.».
Умер 9 июня 2014 года. Похоронен на Леонтьевском кладбище в Ярославле.

## Научная деятельность
Одним из первых в советской исторической науке стал исследовать буржуазные партии Германии. Его труды, посвящённые партии Центра (предшественнице ХДС) и Веймарской Германии, стали, несмотря на скупость оценок и дань традиционным взглядам марксистской историографии, знаковыми и очень симптоматичными. С 1970-х годов негласный запрет на исследование несоциалистических партий и течений был нарушен. С 1990-х годов Ерин кроме истории Веймарской республики начинает исследование тоталитаризма, пытаясь сравнить нацизм со сталинизмом. В реальности это была одна из многочисленных попыток синтезировать западные концепции истории межвоенного периода (в духе Ханны Арендт) с отечественной традицией (Государственно-монополистический капитализм).
В последние годы Ерин опубликовал несколько малотиражных книг, в которых исследовал судьбу советских и немецких военнопленных в годы Великой Отечественной войны и после её окончания. Они принесли ему известность одного из крупнейших специалистов по этому вопросу. Важность его позиции состоит в том, что на многочисленных примерах и огромном материале автор убедительно показал истинную трагедию советских военнопленных в немецком плену. Хотя он сам не ставит вопрос так, его главная цель — доказательство факта геноцида над советскими гражданами со стороны немецкого правительства. Мнение о том, что сотни тысяч прошедших через плен людей, их гибель — это естественное следствие плена, опровергается российским историком. Наоборот, не тяготы плена довели до смерти миллионы людей, а специально созданная машина смерти в виде концлагерей. Гибель советских военнопленных в годы войны, с точки зрения автора, — геноцид не менее возмутительный и жестокий, чем Холокост.

## Список научных трудов
- План Юнга и политическая борьба в Германии. (1928—1930 гг.) : Автореферат дис. на соискание ученой степени кандидата исторических наук. (07.00.03) / Сарат. гос. ун-т им. Н. Г. Чернышевского. Саратов, 1973. 26 с.
- Крах политики и тактики партии Центра в Германии (1927—1933). Саратов : Изд-во Сарат. ун-та, 1988. 179 с.
- Католическая церковь Германии и фашизм : Учеб. пособие. Ярославль: ЯрГУ, 1990. 82 с.
- Распад партийной системы и крах Веймарской республики : Учеб. пособие. Ярославль: ЯрГУ, 1992. 112 с.
- История Веймарской республики в новейшей германской историографии : Учеб. пособие. Ярославль: ЯрГУ, 1997. 115 с.
- Имперская трудовая повинность в нацистской Германии (1933—1945) / М. Е. Ерин, А. М. Ермаков; М-во общ. и проф. образования РФ. Яросл. гос. ун-т им. П. Г. Демидова. Ярославль, 1998. 195 с.
- Ерин М. Е., Хольный Г. А. Трагедия советских военнопленных : История шталага 326 (VI К) Зенне. 1941—1945 гг. / М. Е. Ерин, Г. А. Хольный; М-во образования Рос. Федерации. Яросл. гос. ун-т им. П. Г. Демидова. — Ярославль: ЯрГУ, 2000. — 136 с. — 200 экз. — ISBN 5-8397-0068-1.
- Веймарская республика в новейших исследованиях российских историков (конец XX — начало XXI века) : текст лекций : для студентов специальности История. Ярославль: ЯрГУ, 2005. 58 с.
- Ерин М. Е. Советские военнопленные в нацистской Германии. 1941—1945 гг.: Проблемы исследования. — Ярославль: ЯрГУ, 2005. — 178 с.
- Образы лидеров Третьего рейха в советской политической карикатуре 1930—1940-х годов : учебное пособие. Ярославль: Ярославский гос. ун-т им. П. Г. Демидова, 2009. 84 с.
- Генрих Брюнинг : канцлер и политик : биография. Ярославль: Ярославский гос. ун-т им. П. Г. Демидова, 2010. 318 с.